# Козарська Дубиця
Козарська Дубиця (босн. Bosanska Dubica, серб. Козарска Дубица; до 1992 — Босанська Дубиця) — місто на північному заході Боснії і Герцеговини, на території Республіки Сербської, в історичній області Боснійська Країна. Центр однойменної громади в регіоні Прієдор.
За даними перепису населення 2013 року, у містечку проживає 11 566 осіб.

## Історія
Босанська Дубиця — дуже давнє місто. Це підтверджується багатьма археологічними пам'ятками, виявленими в цій місцевості. На думку історика Д. Самарджії, на цьому обширі ще в 930 році існувало велике місто Дубиця. За свідченням історика Г. Гаджиалагича, Дубиця вперше згадується в джерелах у 1197 році.
Ціле Середньовіччя Дубиця перебувала у складі Угорської монархії, за винятком 1398—1402/4 рр., коли вона входила у Боснійську державу за врядування Хрвоє Вукчича.
Коли 1463 року Боснія потрапила під османську владу, Дубиця залишалася частиною угорського королівства. І лише в 1538 році, коли турки вийшли до річок Уна і Сава, Дубиця опинилася під турецьким управлінням.
До приходу турків більшість населення дубицьких володінь було католиками, православних же в цьому районі не було або було дуже мало. Після подій 1538 р. це співвідношення різко змінюється. Католицьке населення відступає всередину монархії, а православне і турецьке населення переселяється в ці місця. Турків приваблювали великі маєтки, якими їх наділяла Порта, а православне населення служило їм як робоча сила і як допоміжні загони в турецькій армії.
Протягом усього XVIII ст. австрійське та турецьке панування над Дубицею змінювали одне одного. Так, 1687 року австрійці захопили і утримували Дубицю аж до 1701 р. з невеличкою перервою з 1690 по 1692 рік. Під турецьке правління вона потрапляє знову 1701 року і це триває до 1716 року, коли Дубицю повторно завойовує Австрія. Її панування в Дубиці триває до 1739 року, коли Белградським миром встановлено кордон між Австрією та Туреччиною по річках Уна і Сава. Цей мир протримався недовго, і вже 1788 року Австрія знову взяла Дубицю. Навколо міста в той і наступні роки точилися такі жорстокі бої, що цю війну Туреччини та Австрії названо Дубицькою війною. 1797 року Османська імперія знову захопила Дубицю, яка залишалася у її складі до Берлінського конгресу 1878 року.
Із 1929 до 1941 р. Босанська Дубиця входила до складу Врбаської бановини Королівства Югославія. Під час Другої світової війни місто входило до Незалежної Держави Хорватія на правах районного центру великої жупи Лівац-Заполє.
У 1970-х роках Босанська Дубиця пережила значне піднесення своєї економіки. Протягом 1980-х років набуло розмаху будівництво та реконструкція, але цей бум зупинила нова війна, під час якої все традиційне боснійське населення міста (більш ніж 6 000 душ) було вигнано зі своїх осель, при цьому чимало цивільних загинуло, а приблизно стільки ж сербських утікачів із Хорватії (та/або з інших боснійських міст) оселилося у Босанській Дубиці, часто у домівках боснійців. Протягом липня—вересня 1992 р. було повністю зруйновано всі три мечеті міста. Одну з них — головну мечеть міста Градска Джамія («Міська мечеть») в 2003 році було відбудовано, а її гарем огошено національною пам'яткою Боснії та Герцеговини.
Після Боснійської війни, у рамках широкомасштабного політичного рішення про очищення топонімів на території Республіки Сербської від усіх боснійських означень влада цього суб'єкту конфедерації Боснії та Герцеговини перейменувала місто на «Козарську Дубицю».

## Населення
| Босанська Дубиця |                |                |                |
| Рік перепису     | 1991           | 1981           | 1971           |
| Серби            | 5540 (40,49%)  | 3439 (30,78%)  | 3417 (37,20%)  |
| Мусульмани       | 6 084 (44,47%) | 4 812 (43,07%) | 4 927 (53,64%) |
| Хорвати          | 288 (2,10%)    | 316 (2,82%)    | 481 (5,23%)    |
| Югослави         | 1 329 (9,71%)  | 2 453 (21,96%) | 251 (2,73%)    |
| Інші             | 439 (3,20%)    | 150 (1,34%)    | 109 (1,18%)    |
| Усього           | 13 680         | 11 170         | 9 185          |